# Божевільні (телесеріал)
«Божевільні» (англ. Mad Men) — американський драматичний телесеріал, створений Метью Вейнером. Прем'єра відбулася 19 липня 2007 року на кабельному телеканалі АМС, продюсерами шоу стали Lionsgate Television. Після семи сезонів і 92 серій, останній епізод серіалу вийшов 17 травня 2015 року.
Сюжет розгортається в 1960-х роках, у вигаданому рекламному агентстві «Стерлінґ Купер» на Медісон-авеню в Нью-Йорку. Як указано у першому епізоді серіалу, назва «Mad Men» — це сленговий термін, створений у 1950-х роках рекламодавцями з Медісон-авеню. У центрі сюжету — талановитий креативний директор агентства Дон Дрейпер (Джон Гемм) та люди з його життя. Сюжет фокусується на веденні бізнесу, особистому житті персонажів, зміні моди та соціальних норм протягом десятиліття.
Під час виходу серіал отримав широке визнання критиків за сценарій, акторську майстерність, історичну достовірність; шоу завоювало безліч нагород, на початок 2010 року серіал отримав 4 нагороди «Золотий глобус», а також 38 інших премій у 59 номінаціях.

## Найменування фільму
Дослівний зміст перекладу назви, згідно з сюжетом — «Люди з Медісон-авеню». При використанні короткої розмовної форми в слові «мед» (англ. mad), що походить від топоніма Медісон-авеню (англ. Madison Avenue).

## Виробництво

### Концепція
У 2000 році, працюючи штатним сценаристом для «Бекера», Метью Вайнер написав перший варіант сценарію пілотного епізоду шоу, яке пізніше назвуть «Божевільні». Телевізійний продюсер Девід Чейз покликав Вайнера працювати сценаристом у його серіалі «Клан Сопрано» від HBO, після того, як прочитав цей сценарій у 2002 році. «Він [сценарій] був захопливий та в ньому було щось нове», сказав Чейз. «Там був такий собі [Вайнер], хто написав оповідання про рекламу в 1960-х роках, і дивився на нещодавню американську історію через цю призму». Вайнер і його представники в індустрії розваг та ICM намагалися продати пілотний сценарій каналу HBO і Showtime, але з цього нічого не вийшло. Через відсутність відповідного каналу, який би зацікавився сценарієм, проект застопорився на роки, поки менеджер з команди Вайнера, Іра Ліс, не запропонувала його віце-президенту з розвитку каналу AMC Христині Уейн. «Клан Сопрано» завершував свій фінальний сезон, і кабельний канал став шукати нове шоу для показу. За словами президента AMC, «канал шукав хорошу ідею для запуску свого першого оригінального телесеріалу, і ми поставили на те, що якість буде переважати над популярними шаблонами».

### Вплив
Вайнер назвав Альфреда Хічкока, як людину, яка зробила основний вплив на стиль серіалу, особливо відзначивши його фільм «На північ через північний захід»; також він назвав режисера Вонга Карвая через його музику, мізансцен і редакційного стилю. Вайнер зазначив в інтерв'ю, що «Чортова служба в госпіталі Меш» і «Щасливі дні», два телевізійних шоу 1970-х років про 1950-ті роки, служать свого роду «лакмусовим папірцем для культури» і способом «нагадати людям, що вони мають неправильне уявлення про минуле, про будь-яке минуле». Він також заявив, що «Божевільні» є в деякому роді мильною версією «Західного крила», якщо не «Клану Сопрано».
Приписують, що «Божевільні» викликали хвилю відновлення інтересу до моди та культури початку 1960-х років. За даними The Guardian у 2008 році, шоу було відповідальним за відродження чоловічих костюмів, особливо костюмів, схожих на костюми того періоду, з завищеними поясами та коротшими піджаками; а також «все від черепахових окулярів до федор». За даними вебсайту BabyCenter, наслідком серіалу стало те, що зросла популярність імені «Бетті» для дівчаток у Сполучених Штатах у 2010 році. За даними The Arizona Republic, відродження інтересу до сучасних меблів і декору середини століття також збіглося з появою серіалу. Театральний критик New York Times Бен Брентлі писав у 2011 році, що успіх «Божевільних» перетворив «1960-ті з пияцтвом, курінням та тягненням за немовлятами» в «Бродвейське десятиліття життя», посилаючись на три мюзикли 1960-х років, які з’явилися. на Бродвеї минулого року: відродження «Обіцянок, обіцянок і як досягти успіху в бізнесі, не намагаючись насправді», і новий мюзикл «Впіймай мене, якщо зможеш». Брентлі також написав: «Я припускаю, що «Божевільні» є причиною, по якій ці «Обіцянки, обіцянки» розгортаються не наприкінці 60-х, як в оригіналі, а в 1962 році».
Дія серіалу TNT «Довіряй мені» 2009 року, який йшов один сезон, відбувався в сучасному рекламному агентстві; Телевізійний критик Том Шейлз назвав його чимось між «Божевільними» та іншим телевізійним шоу Nip/Tuck. Два мережеві телесеріали, прем'єра яких відбулася в 2011 році, короткочасний «Клуб Playboy» і односезонний «Пан Ам», дію обох у 1963 році, часто називали імітацією «Божевільних». Британська телевізійна драма «Година», прем'єра якої також відбулася в 2011 році та розгортається в 1956 році, також була описана як під впливом божевільних.[149] Мінісеріал Syfy 2014 року Ascension був описаний як «Божевільні в космосі». Виконання Доном Дрейпером вірша Френка О'Хари «Маяковський» із «Медитацій у надзвичайній ситуації» в кінці «Для тих, хто думає молодо» (другий сезон, перша серія), призвело до того, що твір поета увійшло до 50 найкращих продажів на Амазон.
Поява Крістіни Гендрікс у ролі офіс-менеджера Джоан, як кажуть, викликала новий інтерес до пишного жіночого вигляду та частково була відповідальною, серед іншого, за 10-відсоткове збільшення кількості операцій з імплантації грудей у Сполученому Королівстві в 2010 році.
Деякі коментатори розкритикували ностальгію за модою та соціальними нормами початку 1960-х, породжену «Божевільними». Емі Бенфер, яка писала в 2009 році в Salon, запитала: «Але чи не дивно, що шоу, яке, серед іншого, попереджає про небезпеку бачити минуле в занадто жовтому світлі, породило індустрію, присвячену фетишізації ностальгії за те саме хибне минуле?»
У зверненні 2014 року про стан Союзу президент Барак Обама, виступаючи проти нерівної оплати праці жінок, сказав: «Настав час покінчити з політикою на робочому місці, яка належить до епізоду «Божевільних»». Метью Вайнер оприлюднив заяву, в якій сказав, що він «підтримує президента» і що для нього «честь, що наше шоу є частиною вкрай необхідної національного діалогу». У 2015 році скульптура лавки, присвячена божевільним, із зображенням божевільних. зображення Дона Дрейпера з початкової сцени титрів було відкрито перед Time-Life Building.
Успіх шоу також викликав відродження кабельного телеканалу AMC.

## Актори та персонажі
- Дон Дрейпер (Джон Гемм) — креативний директор і молодший партнер рекламного агентства «Стерлінґ Купер». Головна дійова особа серіалу. Постійно п'є і курить, з темним минулим, досяг успіху в рекламному бізнесі. Одружений з Елізабет «Бетті» Дрейпер і батько двох дітей, постійно зраджує дружині. Справжнє ім'я Дрейпера — Річард «Дік» Вітмен; під час Корейської війни він викрав особистість лейтенанта Дона Дрейпера, що був убитий на очах Вїтмена. Дрейпер мав бути відправлений додому, тому Дік, замінивши свій та його армійські жетони, знайшов спосіб розпочати нове життя.
- Пеґґі Олсон (Елізабет Мосс) — спочатку молода секретарка Дона Дрейпера. Серіал розпочинається з того, як вона починає роботу в агентстві. Та вже у першому сезоні Пеґі починає підійматися по кар'єрній драбині, що є нонсенсом, адже надворі 1960-ті роки, і про права жінок ніхто і чути не хоче. Її кар'єрний шлях — одна із головних сюжетних ліній серіалу.
- Піт Кембелл (Вінсент Картайзер) — амбіційний молодий чоловік із відомої старої сім'ї. Намагається піднятися по кар'єрі усіма шляхами, одного разу навіть йдучи на шантаж. Проте не всі його плани спрацьовують. Заздрить значно старшому за нього Дону Дрейперу, здається, ніби намагається бути таким, як він, не розуміючи, що сам є зовсім іншою людиною.
- Бетті Дрейпер (до шлюбу Гофстад) (Дженьюарі Джонс) — дружина Дона Дрейпера та мати їхніх дітей. Виросла у Філадельфії, закінчила коледж Брін Мар. Уперше зустріла Дона, працюючи моделлю на Мангеттені, і одружилася з ним незабаром після цього. На початку серіалу вони з дітьми живуть в Оссінінґу, місті неподалік від Нью-Йорка. Поступово починає підозрювати чоловіка у зрадах.
- Роджер Стерлінґ (Джон Слеттері) — на початок серіалу, один із двох старших партнерів у «Стерлінґ Купер». Його батько разом зі своїм другом Бертом Купером заснував їхнє агентство. Роджер — ветеран Другої світової війни, одружений бабій та розпусник.
- Джоан Холловей (Крістіна Гендрікс) — офіс-менеджер і керівник секретарів у «Стерлінґ Купер». Дуже приваблива, вона є значно розумнішою, ніж здається на перший погляд, та на відміну від Пеґі, Джоан хоче, аби чоловіки бачили її об'єктом сексуальних мрій. На початок серіалу вона мала довгостроковий роман із одруженим Роджером Стерлінґом.
- Кен Косґроу (Аарон Стетон)

## Сезони
| Номер сезону | Номер сезону  | Кількість серій | Прем'єра сезону | Кінець сезону    |
| ------------ | ------------- | --------------- | --------------- | ---------------- |
|              | 1             | 13              | 19 липня 2007   | 18 жовтня 2007   |
|              | 2             | 13              | 27 липня 2008   | 26 жовтня 2008   |
|              | 3             | 13              | 13 серпня 2009  | 8 листопада 2009 |
|              | 4             | 13              | 25 липня 2010   | 17 жовтня 2010   |
|              | 5             | 13              | 25 березня 2012 | 10 червня 2012   |
|              | 6             | 13              | 7 квітня 2013   | 23 червня 2013   |
|              | 7 (Частина 1) | 7               | 13 квітня 2014  | 25 травня 2014   |
|              | 7 (Частина 2) | 7               | 5 квітня 2015   | 17 травня 2015   |

## Серіал в Україні
Прем'єра в Україні відбулася 11 квітня 2011 року на телеканалі «Мега». Були показані лише перші два сезони.

## Закадрове озвучення
Українською мовою серіал озвучено студією «Так Треба Продакшн» у 2011 році. Ролі озвучували: Анатолій Пашнін, Дмитро Гаврилов і Наталя Поліщук.

## Реакція
«Божевільні» отримали високу оцінку критиків із самого моменту прем'єри; серіал, як правило, включений критиками в списки видатних телесеріалів всіх часів. Американський інститут кіномистецтва вибрав шоу як один з десяти найкращих телесеріалів з 2007, 2008, 2009, 2010 та 2012 років (у 2011 році не вийшло жодного епізоду «Божевільних»); він був названий найкращим телевізійним шоу в 2007 році за версією Асоціації телевізійних критиків і декількох національних видань, в тому числі Chicago Tribune, The New York Times, Pittsburgh Post-Gazette, Time і TV Guide. На сайті Metacritic перший сезон має рейтинг 77/100; другий сезон набрав 88/100; третій сезон отримав 87/100; в четвертому сезоні рейтинг досяг 92/100; п'ятий сезон набрав 89/100; шостий сезон отримав 88/100; перша частина сьомого сезону має рейтинг 85/100, а друга частина сьомого сезону набрала 83/100. У 2013 році TV Guide поставив шоу на п'яте місце в списку з шістдесяти великих драм всіх часів, а в списку 101-го серіалу, знятого за найкращим сценарієм, за версією Гільдії сценаристів США, серіал зайняв сьому сходинку. Роб Шефілд з Rolling Stone назвав «Божевільних» «найбільшим серіалом всіх часів і народів».

## Цікаві факти
- Улюбленою пікап-фразою одного з колег головного героя є питання «Ти любиш українську їжу?».
- Наприкінці 8-го епізоду 5 сезону звучить пісня The Beatles «Tomorrow Never Knows». За її використання творці виплатили 250 тисяч доларів. Це перший та єдиний на сьогодні випадок, коли студійний запис цієї британської групи був використаний в телесеріалі.
- Катастрофа рейсу 1-ї авіакомпанії American Airlines, що грала ключову роль у другому епізоді другого сезону, справді відбулася під час зустрічі астронавта Джона Глена; при цьому загинуло 95 людей.
- Компанія H.J. Heinz використала в реальній рекламній компанії ідею, засновану на пітчі із 6-го сезону серіалу. До виходу реклами з'явився прес-реліз, де говориться: «Компанія „Передай Heinz“, створена Доном Дрейпером, добиралася до реалізації 50 років. Але зараз вона така ж свіжа, як і в день своєї презентації». Пітч представляв собою фотографії їжі на білому фоні: чізбургер, картопля та стейк. Над ними красувався напис «Передай Heinz». В компанії підкреслили, що викупили права на ідею в творців серіалу та замовили рекламному агентству David перезняти гасла із серіалу, оскільки унікальні файли не збереглися.